# هالوك صغير
الهالوك الصغير أو أسد العدس (باللاتينية: Orobanche minor) هو نبات طفيلي من جنس الهالوك، منشؤه الأصلي الوطن العربي وانتشر عالميا. المدى العوائلي واسع فهو طفيلي مجبر على العديد من النباتات عريضة الأوراق خصوصاً المحاصيل العلفية البقولية كالفصة والنفل، إضافة إلى نباتات أخرى ذات أهمية اقتصادية مثل التبغ والفول السوداني وغيرها.
النبات عشبي لحمي حولي طوله 15 - 56 سم. الساق بسيط غير متفرع، أصفر إلى تبني اللون، الأوراق صغيرة مثلثية الشكل متبادلة على الساق. الجذور قصيرة غير متفرعة، لحمية متصلة بجذر النبات العائل. النورة الزهرية طويلة متجمعة، الأزهار تشبه أزهار حنك السبع، طول البتلات حوالي 1.2 سم. لون الأزهار أبيض مطفأ إلى أصفر مع علامات بنفسجية.